# Liste der Bodendenkmäler in Geldern
Die Liste der Bodendenkmäler in Geldern enthält die denkmalgeschützten unterirdischen baulichen Anlagen, Reste oberirdischer baulicher Anlagen, Zeugnisse tierischen und pflanzlichen Lebens und paläontologischen Reste auf dem Gebiet der Stadt Geldern im Kreis Kleve in Nordrhein-Westfalen (Stand: September 2020). Diese Bodendenkmäler sind in Teil B der Denkmalliste der Stadt Geldern eingetragen; Grundlage für die Aufnahme ist das Denkmalschutzgesetz Nordrhein-Westfalen (DSchG NRW).
| Bild | Bezeichnung                   | Lage | Beschreibung | Bauzeit | Eingetragen seit | Denkmal- nummer |
| ---- | ----------------------------- | ---- | ------------ | ------- | ---------------- | --------------- |
|      | Spykerhügel                   |      |              |         |                  | B1              |
|      | Löper Schanze                 |      |              |         |                  | B2              |
|      | Sevelener Landwehr            |      |              |         |                  | B3              |
|      | Graben Loewshof               |      |              |         |                  | B4              |
|      | Graben Schrammenhof           |      |              |         |                  | B5              |
|      | Schanze D der Fossa Eugeniana |      |              |         |                  | B6              |
|      | Niederungsmotte               |      |              |         |                  | B7              |
|      | Grabhügelgruppe               |      |              |         |                  | B8              |
|      | Grabhügelgruppe               |      |              |         |                  | B9              |
|      | Düne bei Haus Beerendonk      |      |              |         |                  | B10             |
|      | Burgwüstung Langendonk        |      |              |         |                  | B11             |
|      | Grabhügel Oppenberg           |      |              |         |                  | B12             |
|      | Grabhügel Ravensberg          |      |              |         |                  | B13             |
|      | Fossa Eugeniana               |      |              |         |                  | B14             |
|      | Graben Altes Pastorat         |      |              |         |                  | B15             |
|      | Graben Schloss Haag           |      |              |         |                  | B16             |
|      | Graben Haus Diesdonk          |      |              |         |                  | B17             |
|      | Graben Haus Grotelaers        |      |              |         |                  | B18             |
|      | Wasserburg Haus Beerenbrouck  |      |              |         |                  | B19             |
|      | Wasserburg Haus Steprath      |      |              |         |                  | B20             |
|      | ehemalige Festung Geldern     |      |              |         |                  | B21             |
|      | Synagoge                      |      |              |         |                  | B22             |
|      | Grabenanlage Haus Ingenray    |      |              |         |                  | B23             |
|      | Vicus Pont                    |      |              |         |                  | B24             |
|      | Römersiedlung Pont            |      |              |         |                  | B25             |